# Telegrafia

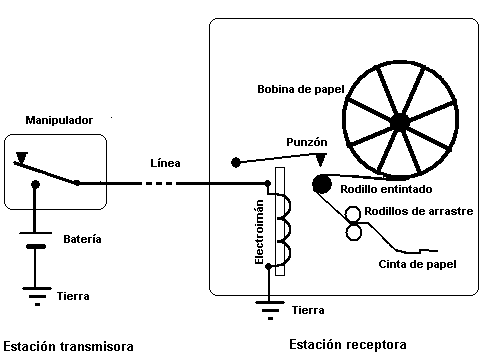
Esquema de funcionamento do telégrafo elétrico

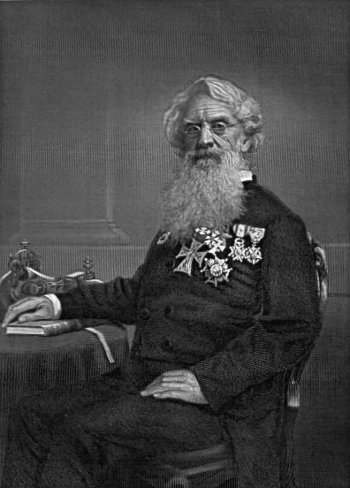
Samuel Morse

A telegrafia foi inventada por Samuel Finley Breese Morse,[controverso] em Charlestown, Massachusetts, nos Estados Unidos.

## História
Morse estudou na Universidade Yale, onde se interessou por eletricidade. Em 1832, durante uma viagem de navio, participou de uma conversa sobre o eletroímã, dispositivo ainda pouco conhecido. Em 1835 construiu finalmente seu primeiro protótipo funcional de um telégrafo, pesquisando-o até 1837, quando finalmente passou a dedicar-se inteiramente ao seu invento. Em meados de 1838, finalmente estava com um código de sinais realmente funcional chamado código Morse.
Conseguindo em 1843 recursos financeiros para seu invento através do Congresso norte-americano, em 1844, foi terminada a primeira linha telegráfica ligando Baltimore a Washington, D.C., quando se deu a primeira transmissão oficial cuja mensagem foi: "What hath God wrought!" (Que obra fez Deus!).
A telegrafia foi muito utilizada pelas corporações militares, sendo que na Primeira Guerra Mundial o seu acesso ao uso civil foi dificultado. A partir da Segunda Guerra Mundial passou a ser usada em paralelo com outras modalidades de transmissão como o SSB Single Side Band, atualmente utiliza-se o rádio pacote para comunicações criptografadas, mas o código Morse ainda continua sendo usado em NDB que é uma espécie de radiofarol utilizado na navegação aérea e marítima.
Também alguns satélites utilizam o código Morse para seu sinal de identificação e localização por telemetria.
Samuel Morse faleceu em 2 de abril de 1872, em Nova York.
Ainda hoje o código Morse é amplamente utilizado no mundo inteiro pelo radioamadorismo. Todos os dias milhares de "pontos e traços" cruzam os ares através das transmissões de milhares de entusiastas deste modo de emissão.
Na internet podemos encontrar softwares de treinamento de código Morse como o LCWO por exemplo.

## O telégrafo em Portugal
Portugal foi um dos países pioneiros na instalação da telegrafia, dentro das medidas modernizadoras de Fontes Pereira de Melo, em 1855, quando foi lançado o primeiro cabo submarino entre Lisboa e os Açores. As primeiras linhas a serem inauguradas foram entre o Terreiro do Paço e as Cortes e entre o Palácio das Necessidades e Sintra (onde a Família Real Portuguesa passava férias) já em 1856. No ano seguinte (1857), eram abertos ao público em geral os serviços telegráficos.
Na década de 1860, Lisboa já estava ligada por cabos submarinos a Londres, Gibraltar e Nova Iorque. A ligação por cabo submarino entre Lisboa e o Rio de Janeiro permitiu a Luís I de Portugal enviar uma mensagem de feliz Natal ao seu tio, o Imperador Pedro II do Brasil.
No final do século XIX já a extensão das linhas em Portugal ascendia a 8 000 km, com estações em Lisboa, Sintra, Mafra, Caldas da Rainha, Alcobaça, Coimbra, Évora, Setúbal e outras.
Em 1902 inauguravam-se, no país, as primeiras estações de telegrafia sem fios.

## O telégrafo no Brasil
O telégrafo foi inaugurado no Brasil em 1857, com a instalação da primeira linha telegráfica, entre Petrópolis e a praia da Saúde, na cidade do Rio de Janeiro. Essa primeira linha tinha uma extensão de 50 quilômetros, sendo 15 quilômetros em cabo submarino no leito da baía de Guanabara.

Linhas telegráficas no mundo na década de 1890. Arquivo Nacional.

A primeira ligação internacional por cabo submarino deveu-se à iniciativa de Irineu Evangelista de Souza, que pelo Decreto nº 5 058 de 16 de agosto de 1872, obteve o privilégio, por 20 anos, para lançar cabos submarinos e explorar a telegrafia elétrica entre o Brasil e a Europa.

Em 23 de dezembro de 1873 era estabelecida a ligação entre as cidades do Rio de Janeiro e as de Belém do Pará, Recife e Salvador, na presença do Imperador Pedro II do Brasil que assistiu à chegada do cabo e à finalização da ligação em uma construção erguida para esse fim no final da praia de Copacabana. Assim que a ligação foi estabelecida, o Imperador enviou cabogramas aos presidentes daquelas três Províncias, nos seguintes termos:
"Já se acha o cabo submarino no território da capital do Brasil. A eletricidade começa a ligar as cidades mais importantes deste Império, como o patriotismo reúne todos os brasileiros no mesmo empenho pela prosperidade de nossa majestosa pátria. O Imperador saúda, pois, a Bahia, Pernambuco e Pará por tão fausto acontecimento, na qualidade de seu primeiro compatriota e sincero amigo. Até aos bons anos de 1874."
Nesse mesmo dia, pelos serviços prestados ao Império do Brasil, o então barão de Mauá foi elevado a Visconde de Mauá.
Em 22 de junho de 1874, era completada a ligação com a Europa, entre as estações de Recife e de Carcavelos (em Portugal), via Cabo Verde e ilha da Madeira. A notícia foi recebida pelo Imperador quando em visita à Biblioteca Nacional, então instalada na rua do Passeio nº 46. Este mandou passar cabogramas ao presidente da Brazilian Submarine Telegraph Company (depois Western Telegraph Co. Ltd.) e aos monarcas de Portugal, da Inglaterra e da Áustria. Na ocasião houve manifestações na Câmara Municipal e júbilo popular, tendo a imprensa divulgado, por vários dias, notícias a esse respeito.
No ano seguinte (1875), foi estabelecida a ligação entre Recife, João Pessoa e Natal.
Posteriormente, em 1893, a companhia inglesa South American Cables Ltd. instalou um cabo submarino na ilha de Fernando de Noronha. Em 1914 a concessão deste cabo foi transferida para a França. Um segundo cabo submarino na mesma ilha foi lançado pelos italianos da Italcable em 1925.